# 藤原喜明
藤原 喜明（ふじわら よしあき、1949年4月27日 - ）は、日本のプロレスラー、俳優、タレント、イラストレーター、陶芸家、エッセイスト。岩手県江釣子村（現：北上市）出身。「関節技の鬼」と称される。愛称は「藤原組長」

## 来歴
両親は農家。後にイラストレーターとして活動することもあったが小学校時代は絵が嫌いであり、絵の授業を担当する教師がこうしろああしろというのが嫌だったというのを2017年に行われた画家の五木田智央との対談で明かしており、学校の美術担当の教員に関しては「絵描きになり損ねたヤツらばっかりなんだから、そんなことを言うあれじゃないんだよ」と批判している。岩手県立黒沢尻工業高等学校時代、体育と応用力学、機械工作の評定は5であり、非常に器用であった。体育は高1の時は3であったが、16歳から始めた自己流のトレーニングの成果が出たため高2で4、高3で5と少しずつ高くなった。高校卒業後、埼玉県川越市の小松インターナショナルで工員をしその後コックへ転職。サラリーマン時代は『プレイボーイ』や『平凡パンチ』などを読んで、面白いと思ったページを破いて、それを見て絵を描いていた。コック時代に吉原功と知り合い国際プロレスへの入門を勧められ、全日本プロレス、新日プロレスと比較した結果「選手数が少なく皆背が低く弱そうだから」という理由で新日本プロレス入りを決める。
1972年11月2日に23歳で新日本プロレスに入門。そして入門の10日後である同月12日に和歌山県白浜町坂田会館にて藤波辰巳相手にデビュー戦を行う。新人時代からカール・ゴッチに師事して、関節技をはじめとするレスリングの技術を学ぶ。1975年、第2回カール・ゴッチ杯で木村たかしを破り優勝。道場での若手選手のコーチ役を担い、関節技に磨きをかける。アントニオ猪木のスパーリング・パートナーにも抜擢され、1976年のパキスタンでのアクラム・ペールワン戦のセコンドも務めた。1976年秋にドイツにてホースト・ホフマン、オットー・ワンツ、クリス・テイラー、スティーブ・ライト、ジェフ・ポーツなどと対戦。1978年11月にローラン・ボックが猪木を招聘して開催したツアーにも同行しており、ミレ・ツルノ、ウィレム・ルスカ、ピート・ロバーツ、ジョニー・ロンドス、クラウス・ワラスらと対戦した。
1978年にはMSGシリーズの第1回大会に出場、予選トーナメント1回戦でマーティン・ジョーンズを下すも、2回戦でチーフ・ジェイ・ストロンボーに敗退、敗者復活戦でもバロン・シクルナに敗れて決勝リーグ進出は果たせなかった。1979年の第2回大会においても、カネックに連敗して予選ブロックで姿を消している。
猪木の用心棒的な存在としてセメントの強さには定評があったものの、華やかさに欠ける藤原は、前座レスラーのポジションから脱することはできなかった。しかし、1984年2月3日の札幌中島体育センター大会において、長州力をタイトルマッチ直前の花道で襲撃、テロリストとして一躍脚光を浴びる。長州襲撃は猪木の指示で行われたとされる。以降、長州力率いる維新軍団との抗争で無くてはならない存在になる（テレビ朝日の『ワールドプロレスリング』にも毎回登場するようになり、独特の人相やファイトスタイルも相俟って一躍知名度が上がった）。
同年6月に第1次UWFに参加。持ち前の関節技のテクニックを披露し、関節技の藤原vs.キックのスーパータイガー（佐山聡）の試合は今までのプロレスになかったリアリティある名勝負となり、プロレスマスコミのバックアップもあり硬派のファンの注目を集める。新日本復帰、第2次UWF参加を経て、1991年3月にプロフェッショナルレスリング藤原組を旗揚げしたが、1993年にパンクラス、1995年に格闘探偵団バトラーツが分裂するという、2度に及ぶレスラーの大量離脱を経て、団体としての機能を失った。以後はフリーランスとして選手活動を続けている。
1993年、1994年と2年連続で古巣・新日本の真夏の祭典「G1 CLIMAX」に出場。1995年には「イノキファイナルカウントダウン」第4弾で師・猪木とシングル対決した。1996年、ドン荒川とともに全日本プロレスに初参戦、6人タッグながらジャイアント馬場との対戦が実現。1997年にはWARに出場し、天龍源一郎やアブドーラ・ザ・ブッチャーとのシングルマッチが行われた。その後もメジャー、インディー問わず、数多くの団体に参戦している。
その技術を見込まれ、男女問わず指導を請う後輩レスラーも多い。指導者としては「指導を受けるレスラーに苦しい思いをさせることで、その辛さから逃れるために楽をすること（つまりテクニック）を身に着けるように促す。テクニックを覚え始めたそこから段階を踏んで、教えた後でいけるなと思ったら格下とスパーリングさせ、そこで技が面白いように決まったらコーチの仕事は90%終わりである」という考えの持ち主である。ZERO-ONEではフリーとしての参戦ながら、橋本真也のタッグパートナーや若手選手の指導員としても貢献した。なお、現在はフリーランスという事もあり、頼まれれば指導はするが、弟子はもう採らないと発言しており、弟子入り志願者が来ても断っている。
2007年、胃の噴門部（入り口）付近に4センチ大の胃癌が見つかり、胃の2分の1を切除した。手術は3時間で終了したが、痛み止めの存在を知らず地獄の痛みに苦しむ。その後の病理検査でリンパ節転移が見つかったことを知らされ、病期は3a期と確定した。3期の5年生存率は41.8パーセントであった。術後18日目に、抗がん剤治療が始まった。TS-1（一般名テガフール・ギメラシル・オテラシルカリウム）の単剤で4週間服用、2週間休薬を1クールとし、それを6クール行うというものだった。TS-1は胃がんの場合、奏効率は46パーセントと高く、副作用も抗がん剤の中では比較的強くないとされるが、87パーセントの患者に何らかの副作用が出るとのことだが、TS-1を予定通り、6クール続けたあと、薬が同じ5-FU系の経口抗がん剤UFT（一般名テガフール・ウラシル）の少量投与に変わり、副作用もほとんど無くなり、筋力トレーニングができるようになった。手術の後遺症としては、ダンピング症候群（食物が胃にとどまらずに、急速に腸まで落ちてしまうこと。胃の中で撹拌され、少しずつ腸に送り出されていた食物が、胃切除後は、未消化のままいちどに腸に流れ込むため、血糖値の変動や各種ホルモン分泌などによって、不快な諸症状が起こる）が出たがプロレスの試合に出られるまで回復した。のちにも不定期ながらリアルジャパンプロレス、ドラディションなどのリングに上がっている。IGFにも参加し猪木に協力している。近年では新日本プロレスのレッスルキングダムにおけるニュージャパンランボーに2年連続で出場している。

## リング外での活動
タレント活動も行っており、出演したテレビ番組、映画、オリジナルビデオは多数。その風貌から暴力団関連の役が多い。また、イラスト執筆、盆栽、浪曲鑑賞、陶芸などの多趣味でも知られる。1994年に公開された映画『SAEKO』という作品においては、当時まだデビュー間もない無名時代の常盤貴子主演の作品で共演しており、常盤演じる冴子の用心棒役で、その役名も藤原で常盤に「ふじわらーっ」と呼ばれていた。
『オールスター感謝祭』（TBS）の初期に毎回出場しており、当時行われていた相撲のアトラクション「大相撲 Gスタ場所」では、毎回藤原とチャック・ウィルソンの一騎討ちが恒例となっていた。テリー伊藤企画のテレビ番組で、熊と戦ったこともある（爪をカットした熊（クロクマ）である）。檻の中で熊と向かい合った際、素早い動きでタックルとパンチを食らった。これで戦意を喪失、リタイヤしたことで終了したが、後々まで非常に危険な行為、番組として語られている。
テレビゲーム『龍が如く』シリーズには伝説の情報屋「サイの花屋」役としてレギュラー出演している。
藤原自身は「好きなことだけをやって生活してこられたのは、本当に幸せなことだと思っている」とし、「漠然としたイメージではあるけれど、アーティストと呼ばれるのが一番うれしいかもしれない。どれが本業でどれが副業ということはなく、全て私の職業である」と述べている。
近年は総合格闘家や柔術家などにグラップリングを教えており、海外からの招聘も受けている。藤原をはじめ新日本プロレスの選手たちがカール・ゴッチより指導されていたのは、ビリー・ライレージムが教えていたキャッチ・アズ・キャッチ・キャンであるが、その技術が日本で生き延び改めて注目されるというブラジリアン柔術のような様相となっている。
総合格闘技黎明期、専門誌に対し「自分はあんな馬乗りになって人を殴るなんてできない」と否定的なコメントをしていたが、後年は「自分はテイクダウンが上手くないので、試合に出ても難しいと思いますよ」と客観的な意見も述べている。
学校法人日本医科学総合学院の理事長を務めていた。同学校法人は文部科学省認可の専修学校朋友柔道整復専門学校を運営している。

## エピソード
- 23歳での新日本プロレス入門であったため、16歳で入門した小林邦昭よりも1週間ほど後輩である。
- 前座時代は「イラストが得意」「無口」で有名だった。なお、イラストについては、“テロリスト”として脚光を浴びる前から、東京スポーツ刊行の隔週タブロイド誌「ザ・プロレス」で読者投稿の批評コーナーを持っていた。また、1982年頃の新日本プロレスのパンフレットの選手紹介が写真ではなく藤原のイラストとなっており、各選手の特徴をとらえた秀作で評判だった。
- 1978年のパラマウント映画『がんばれ!ベアーズ大旋風 -日本遠征-』に、アントニオ猪木の付き人役で出演するが、セリフは一言もなかった。
- 頭が固く、場外からエプロンに上がってきたところで相手に頭をコーナーの金具にブチ当てられ「カチン!!」という乾いた音が蔵前国技館の二階席最上部にまで届くが平然とし、自ら金具の防護布を取って金具に頭をカチン、カチンとぶつけてリングインして相手に一本足頭突きを見舞うというパフォーマンスを得意としていた。また、パイプ椅子で脳天をブチ抜かれても平然とし、リングインして一本足頭突きを見舞うという常人にはできないことをやっていた。
- 「長州襲撃事件」以前には2回だけテレビマッチに登場しており、1982年1月1日に後楽園ホールで開催された『新春スーパー・ファイト』でのカール・ゴッチとのエキシビションマッチと、1983年9月の『ブラディ・ファイト・シリーズ』第20戦における木村健吾と組んでのディック・マードック&バッドニュース・アレンとのタッグマッチがテレビで放送された。
- 新日本に出戻っていた時期（1986年）に、東芝EMIより「湯の町ひとり」というシングルを出している（ただし、UWF事務所での通信販売のみ）。
- 1987年のナウリーダーズ（旧世代軍：猪木、マサ斎藤、坂口征二、星野勘太郎、武藤敬司ら）対ニューリーダーズ（新世代軍：藤波、長州力、前田日明、木村健吾、スーパー・ストロング・マシンら）の軍団戦ではナウリーダーズに組み入れられるも、ニューリーダーズの藤波や木村よりも後輩であった。
  - 2009年9月に放送された「アメトーーク　俺たちのプロレスオールスター戦」において、この軍団戦で、藤原から膝十字固めを決められた木村が「いたーい!ダメダメダメ。助けてー!!」と叫びながらギブアップ負けした映像が紹介された。
- 入場時に花束贈呈が行われていた時代、藤原は花束を受け取るとすぐさま観客席に放り投げていた。
- 「スポーツドリンク」と称して酒を飲むパフォーマンスがある。酒が入っている状態では饒舌なためトークイベントなどでは酒を用意していることも多い。ただし酒はかなり強く大量に飲んでも泥酔はおろか意識がはっきりしていて会話も普段通り行える。
- 若いころは日本酒を5合から6合飲んでおり、一番多いときには6日で日本酒を5升飲んだことがある。しかし胃がんになってからはビールは腹が張るため日本酒やウイスキーにしている。今でも酒は飲んでいるが、2017年の記事によると半年に1回の血液検査では医者から「酒は飲んでないの?」と聞かれるほど良い肝機能の数値がでるという[18]。
- 巡業先の旅館で連日、ドン荒川、佐山聡らと女風呂を覗きに行った。
- プロレスマスコミのインタビューに対し、おふざけが多いことでも知られる。毎年作成された雑誌企画のレスラー名鑑の「抱負」の欄にダジャレをコメントする。またUWF所属の頃に抱負を聞かれて、「PWFのチャンピオンになる」と答えた。当時、全日本プロレスとUWFの間に接点がなかったことや藤原自身が説明をしなかったことから、謎として残ったが、後に自ら興した団体を「新生UWF・藤原組」から「プロフェッショナルレスリング藤原組」に改称した際に、その略称がPWFとなると気付いたプロレスマスコミが納得して、改めて当時の抱負を紹介した、というエピソードがある。
- 2001年、「真撃」のリングで小川直也と対戦。得意の関節技で小川を何度も追い詰めるもののロープ・エスケイプされ、橋本真也をはじめとした数々のレスラーを葬り去ってきた「初期STO」を4連発で喰らい失神KOしてしまった。
- 閉所恐怖症であり、24時間テレビで「箱の中身はなんでしょねゲーム」で箱の中身役になるも、恐怖のためウイスキーを飲んで誤魔化していた。出てきた際に出演者は藤原よりも、ウイスキーを飲んでいたことにびっくりしていた。
- 漫画家・大橋ツヨシの作品に、彼を主人公とした4コマ漫画『藤原でございます』がある。
- 作家・増田俊也の自伝的小説「七帝柔道記」には、増田が柔道で得意技にした脇固めは藤原の技術をビデオで繰り返し見て研究し、身に着けたものだと記述されている。
- 新日本プロレスに度々訪れた道場破りの多くと対戦したと語っている。詳細はリンク先を参照。
- プロレスラーという職業に関しては、自分は稼げなくなって金に困ったら自殺すればいいと思っているが、一方で仕事としての不安定さ、ギャンブル性を面白く思っている。藤原はこれを「動物で例えるなら、ペットになるか、野生で生きるかだ」と2017年の専門誌の人生相談コーナーで述べている[19]。
- 離合集散が多く、選手の仲違いが話題になることも多かった新日本プロレスだが、藤原は「選手みな仲が良く、いじめもなく、それまでにいたどの職場よりも楽しかった」という趣旨の発言をアントニオ猪木関連本のインタビューで述べている[20]。
- 「子供の頃は良く肺炎を起こしてですね　ペニシリンが無ければ死んでましたね、うちの両親がこぼしてました　ペニシリンが1本2000円したんだぞ」とChangeの瞬間 〜がんサバイバーストーリー〜で語っている[21]。

## 得意技
「使う技すべてが得意技」という藤原だが、代表的な技をあげると以下のようになる。
脇固め
藤原の苗字に由来したフジワラ・アームバーの名称で、世界中のレスラーに用いられている。
第1次UWF最後の試合でジャーマン・スープレックスを狙った佐山聡の顔面をバック・エルボーで打ち、ひるんだところをエルボーを入れた逆側の腕を取り、瞬時に極めてギブアップを奪ったこともある。
ヘッドバット
藤原の場合は大木金太郎のように一本足スタイルで放つ。とにかく頭が固く、コーナーポストのカバーを外された金具が剥き出しになっている状態で相手に頭を打ち付けられても平然とした表情ですまし、相手が辟易するシーンはよく見られる。また、相手が対抗してヘッドバットをしかけても全く効かず、相手の方が逆にダメージを受ける場合もある。また、あるバラエティ番組の企画で100人連続ヘッドバットをおこなったことがある。
アキレス腱固め
元は道場でのスパーリングなどで使われていた裏の技なのだが、第1次UWF時代に頻繁に披露されたことで脚光を浴びるようになった。第2次UWF時にはスタンディング式で極めてみせたこともある。
1986年2月の猪木対藤原戦において、藤原のアキレス腱固めをかけられた猪木が上半身を起こしながら「そっちじゃねえ、コッチだ」と極める方向を指差しながら挑発した。
腹固め
腹固めは両脚で相手の片腕を極める技。さらに自分の両腕で相手のもう一方の片腕を制する場合もある。
クルック・ヘッドシザース
相手の頭を両脚で挟み、首をねじ切る。主にUWFで使用。
ドリル・ア・ホール・パイルドライバー
後年、あまり使わなくなったが、新日の前座時代の得意技である。
最近では海外からの関節技講師の依頼も多く、2006年には米国に2回、2008年には米国・サンフランシスコで関節技を主とするレスリングセミナーを行った。
海外で人気の出たキラー・カーンが帰国後に突如、藤原との対戦が組まれ、彼が持つ本来の実力を知るカーンがリングから逃亡したことがあった（記録はリングアウト）。

## タイトル歴
新日本プロレス
- IWGPタッグ王座（第6代）（パートナーは山崎一夫）
- カール・ゴッチ杯争奪リーグ戦 優勝（1975年）
- ジャパンカップ争奪タッグリーグ戦 優勝（1986年）（パートナーはアントニオ猪木）

FMW
- 世界ブラスナックルタッグ王座（第8代）（パートナーは池田大輔）

プロレスリングZERO1
- NWAインターコンチネンタルタッグ王座（第10代）（パートナーは橋本真也）

DDTプロレスリング
- アイアンマンヘビーメタル級王座（第961代）

プロレス大賞
- 努力賞（1975年）
- 努力賞（1982年）
- 敢闘賞（1987年）
- 技能賞（1989年）

### 異種格闘技戦
| 勝敗 | 対戦相手                 | 試合結果               | 大会名                                                     | 開催年月日     |
| ×    | 村上竜司                 | 2R 0:50 反則負け       | プロフェッショナルレスリング藤原組「横浜大決戦！藤原事変」 | 1995年11月19日 |
| ○    | 青柳政司                 | 4R 1:30 裸絞め         | プロフェッショナルレスリング藤原組「GOTCH ISM 序章」       | 1993年10月29日 |
| ×    | ドン・中矢・ニールセン   | 1R 1:07 TKO            | プロフェッショナルレスリング藤原組 獅子王伝説Part2         | 1992年5月15日  |
| ○    | ディック・レオン・フライ | 2R 0:48 アキレス腱固め | UWF・U-COSMOS                                              | 1989年11月29日 |
| ×    | ドン・中矢・ニールセン   | 5R 1:46 TKO            | 新日本プロレス '88 サマーファイト・シリーズ                | 1988年7月29日  |
| △    | イサマル・チャンガニー   | 3分5R 引分け           | 格闘技の祭典・両国国技館                                   | 1988年4月2日   |

## 入場テーマ曲
- ワルキューレの騎行（ワーグナー作曲）

新日本プロレスの前座時代は別の曲の時代もあった。当初はクラシック（オペラ）の曲は藤原の柄にも合わないと批判の声すら上がったが、藤原の注目度と共に妙にマッチするようになり、のちのイントロだけで拍手喝采に。
- SUDDEN IMPACTのテーマ（ラロ・シフリン）

1988年7月にドン・中矢・ニールセンと対峙したときに使用された。

## 出演作品

### テレビドラマ
- プロレスの星 アステカイザー 第13話「二人のアステカイザー」（1976年、NET） - アニマル岡部
- ジューン・ブライド（1995年、TBS） - 早乙女瞳
- レイコの歯医者さん（1996年、NHK）
- 透明人間 第5話「恐怖の逃亡者! ラブラブ張り込み作戦大混乱」（1996年、日本テレビ）
- 毛利元就（1997年、NHK大河ドラマ） - 村上虎吉
- サイコメトラーEIJIシリーズ（1997年、1999年、2000年、日本テレビ）
- 風になりたい（1998年、TBS）
- 三姉妹探偵団 第6話「復讐の銃弾!バレンタインは危険がいっぱい!!」（1998年、日本テレビ）- 永吉倫三
- こいまち 第10話「横浜から長野へ・素敵な夢を叶えましょう」（1999年、関西テレビ） - 監督
- 主夫刑事と猛妻鑑識官の夫婦事件帳 （1999年、フジテレビ） - 九鬼正勝
- 子連れ狼（テレビ朝日）
  - 第1シリーズ 第8話「陰謀の炎!一刀を死罪に処す!」（2002年） - 鬼八
  - 第3シリーズ 第1話「父と子、最後の旅路!生きるのだ…大五郎」（2004年） - 相沢新十郎
- 暴れん坊将軍 最終回SP「黄金の島佐渡!吉宗を狙う美女軍団!?凶悪、鬼火一族との激闘!!」（2003年、テレビ朝日） - 青龍
- はぐれ刑事純情派 第16シリーズ 第17話「スキャンダル殺人!女性エリート官僚の裏の顔」（2003年、テレビ朝日） - ボンバー佐藤（佐藤正）
- 銭形平次 第1シリーズ 第7話「帰ってきた女!証言拒否の謎!!」（2004年、テレビ朝日）- 久助
- めぞん一刻（2008年、テレビ朝日）- キャバレー店長
- 深夜の用心棒 第3話（2013年）
  - 深夜の用心棒〜Episode # 0 第10話・第11話（2014年）
- 孤独のグルメ Season4 第10話（2014年9月10日、テレビ東京） - レストランアトム主人 役
- ルパンの娘 #1「泥棒一家の娘が警察一家の息子に禁断の恋!?」（2019年） ‐  龍崎剛（龍崎組組長）

### 映画
- がんばれ!ベアーズ大旋風 -日本遠征-（1978年 パラマウント映画） - アントニオ猪木の付き人
- 獅子王たちの夏（1991年）- 川田組組長 川田武宏
- SAEKO（1994年） - 藤原（冴子の用心棒）
- 餓狼伝（1995年） - 東洋プロレスの川辺コーチ
- くノ一忍法帖 自来也秘抄（1995年）- 甲賀蟇丸/自来也
- 元気の神様（1998年）
- 御法度（1999年） - 武田観柳斎
- 修羅がゆくシリーズ - 関西光和会会長 大門重雄
  - 修羅がゆく（1995年）
  - 修羅がゆく7 四国烈死篇（1998年）
  - 修羅がゆく8 首都血戦（1998年）
- なにわ忠臣蔵（1997年）- 服部組組長 服部
- すてごろ 梶原三兄弟激動昭和史（2003年） - 屋台の親父
- 新・極道三国志 首都攻防篇（2003年）
- 新・空手バカ一代 格闘者（2003年）
- 極道はクリスチャン/修羅の抗争（2004年）- 鬼壺組組長 鬼壺隆
- あゝ!一軒家プロレス（2004年）- 矢藤
- B-ON（2010年） - 梶源次郎（蘭城高校校長）
  - B-ON −不良全滅篇− （2012年）
  - B-ON −蘭城高校危機一髪篇−（2012年）
- デスヤンキー 高校生篇 （2011年）- 宮之宮太郎兵衛定清（校長先生）
- WELLDONE〜極道兄弟（2013年）- 米沢元
- ごくやん〜極道ヤンキーティーチャー（2013年）- 一一徹（一組組長）
  - ごくやん〜突破口篇〜（2014年）
  - ごくやん〜絆篇〜（2015年）
- ドラゴンヤンキー（2015年）
- 半沢直美（2015年）
- アントニオ猪木をさがして（2023年）[22]

### Vシネマ
- DINO（1994年）
- 闘龍伝 シリーズ全2作（1995年）
- 六本木ソルジャー（1995年、原作・脚本・アクション監督：真樹日佐夫）
- キタの帝王 闇の法廷伝説（1996年） - 黒龍会会長
- Zero WOMAN 消せない記憶（1997年）
- 難波金融詐欺 史上最悪の兄弟（1998年）
- 生霊（1999年）
- 銭牝（2001年）
- 令嬢強奪（2002年）
- 実録・山陽道やくざ戦争 覇道（2003年）
- 最後の神農(テキヤ)（2004年） - 住橋連合系大林会坂下組組長 坂下徹
- 新・日本の首領1-3（2004年）- 野本勇（広島・野本タクシー運転手→古田組準構成員→古田組組員）
- 実録・北九州ヤクザ戦争 侠嵐（2004年）
  - 実録・北九州ヤクザ戦争 侠嵐 完結編（2004年）
- 無比人（2005年）
- 実録・関東やくざ抗争史 松田組（2005年）
- 甲州プリズン -刑務所-（2005年）全2作 - 佐々木徳治
- 誇り高き野望1（2005年）- 警視庁新宿署刑事 高瀬
- 実録・不退の松葉 完結編（2006年） - 松葉会組織委員長 青木敬三郎
- 首領がゆく3（2006年） - 二代目真侠組幹部
- 愛しのOYAJI（2007年）
- 極道の紋章 シリーズ
  - 極道の紋章 2（2007年） - 辰巳一家若頭補佐 鹿野組組長 鹿野博文
  - 極道の紋章 11・13（2010年）- 関東睦会→川谷組幹部 辰巳一家総長 鹿野健吉
- 関西極道 流血の抗争史 侠客の刃編（2008年） - 浜口組組長 浜口芳松
- やくざ抗争史 猛友会 西成愚連隊 ～掃溜めの夢～（2008年） - 猛友会会長 金本友成
- 修羅之魂2 激動渡世編（2008年） - 東北会系安芸組組長 安芸正隆
- 新・首領への道1・2（2008年） - 鶴政組舎弟 宮地組組長 宮地宇三郎
- 千年の松（2009年） - 滝田組組長 壇原栄蔵
- 実録・悪漢（2009年） - 明仁会会長 愛甲滋郎
- 九州激動の1520日〜新・誠への道〜 第二部（2009年）
- 総長を護れ（2010年） - 柴田組組長 柴田
- 裏盃の軍団 第二部 第三部（2010年） - 三代目山辰組組長 宮島誠道
- 新☆四角いジャングル 虎の紋章（2010年、原作・脚本：真樹日佐夫） - 力丸会長
- ハイクラス HIGH CLASS（2010年） - フジ子 ※ダイナミック出演
- 実録マフィアンヤクザ DIRTYCONNECTION（2010年） - 組長
- 天獄の島2（2011年、オールインエンタテインメント）
- 実録・若頭 完結編（2011年）
- 外道坊1・2（2011年） - 黒田組組長 黒田マコト
- 首領の道（2011年） - 初代狩野組総長 狩野誠蔵
- 修羅の覇道 完結編（2011年） - 四代目明智一家理事長 本田清貴
- 踊るやくざ YAKUZA-MAN参上！（2012年、ファイナルバロック）
- 修羅の花道2（2012年） - 山王会四代目 竹岡正久
- MR 医楽情報担当者 fourthstage フェーズ IV（2012年）
- 武勇戦闘少女（2012年）
- 日本統一28・29（2018年） - 福井 越前 喜多越組組長 喜多順吉
- 任侠哀歌(エレジー)（2018年） - 貴龍会川島組組長 川島
- 外道憤砕1・2（2018年） - 龍文字一家神崎組組長 神崎
- キングダム 〜首領になった男〜4 - 6（2020年） - 一岡連合会本部長 大辰真悟
- FLY （2023年）
- FLY ZERO（2024年）

### ミュージックビデオ
- Candy Foxx「GOSHI GOSHI」（2021年1月1日 Candy Foxx） - やくざ
- Candy Foxx「SUSHI YAKUZA」（2021年2月2日 Candy Foxx） - やくざ

### ゲーム
- 龍が如く シリーズ - サイの花屋
  - 龍が如く（2005年）
  - 龍が如く2（2006年）
  - 龍が如く 見参!（2008年） - 本阿弥光悦
  - 龍が如く3（2009年）
  - 龍が如く4（2010年）
  - クロヒョウ 龍が如く新章（2010年）
  - 龍が如く OF THE END（2011年）
  - クロヒョウ2 龍が如く 阿修羅編（2012年）
  - 龍が如く5（2012年）
  - 龍が如く 維新!（2014年） - 謎の情報屋[23]
  - 龍が如く 極（2016年）
  - 龍が如く 極2（2017年）[24]
  - 龍が如く 維新！ 極（2023年） - 謎の情報屋[25]
- AVキング（2006年） - 実装寺シゲヲ ※18禁アダルトゲーム
- デキる男のモテライフ 昼のモテ講座編・夜のモテ実戦編（2008年） - タイトルコール
- 筋肉番付vol.1〜俺が最強の男だ！〜（1999年）
- 筋肉番付vol.3〜最強のチャレンジャー誕生！〜（2000年）

### バラエティ
- オールスター感謝祭（TBS） ※レギュラー
- 田舎に泊まろう!（2015年、テレビ東京）
- モヤモヤさまぁ〜ず2（2018年5月13日、テレビ東京）
- ウッチャンウリウリ!ナンチャンナリナリ!!
- ラスタとんねるず'94

### オーディオブック
- 影踏み（2016年、吉川聡介（特別出演））

### CM
- ニュータッチ（ヤマダイ）
- ピックアップ（明治製菓）
- 64DD（ランドネット）
- すっぽん皇帝（テレビショッピング研究所）
- L'Arc〜en〜Ciel
  - HONEY / 花葬 / 浸食 〜lose control〜（1998年）
  - snow drop / forbidden lover（1998年）
  - ハートに火をつけろ!（1998年）
  - ark / ray（1999年）
  - CHRONICLE / Driver's High（1999年）
  - REAL（2000年）

### ラジオ
- Changeの瞬間 〜がんサバイバーストーリー〜（2022年11月27日・12月4日、朝日放送ラジオ）[26]

## 書籍

### 単著
- 『藤原喜明のスーパー・テクニック―最強の関節技全公開』（1986年5月1日、講談社）ISBN 978-4061015111
- 『藤原喜明の必殺十番勝負―スーパー・テクニック2』（1987年11月1日、講談社）ISBN 978-4061015159
- 『男の真剣勝負―I Fight In Dead Earnest.』（1994年6月1日、ベストブック）ISBN 978-4831492128
- 『復刻 幻の藤原ノート――「ゴッチ教室」の神髄』（2009年12月8日、講談社）ISBN 978-4062158756
- 『覚悟ー人生60年、覚悟が生死をわけた!』（2010年3月5日、ビジネス社、編集：斎藤文彦）ISBN 978-4828415680
- 『ゴッチ式トレーニング（2017年10月26日、新紀元社、編集：上野明信）ISBN 978-4775315316
- 『刷新 藤原ノート』（2019年5月9日、新紀元社）ISBN 978-4775317181

### 共著
- 前田日明、ミスター高橋、大仁田厚、金本浩二ほか『証言 長州力 「革命戦士」の虚と実』（2019年5月27日、宝島社）ISBN 978-4800294593
- 前田日明、佐山聡『猪木のためなら死ねる! 最も信頼された弟子が告白するアントニオ猪木の真実』（2024年1月、宝島社）ISBN 978-4299051042
- 前田日明『アントニオ猪木とUWF』（2024年5月、宝島社）ISBN 978-4299055064